# Бочейковский сельсовет
Бочейковский сельсовет — административная единица на территории Бешенковичского района Витебской области Белоруссии.

## Состав
Бочейковский сельсовет включает 24 населённых пункта:
- Богданово — деревня.
- Бочейково — агрогородок.
- Быцево — деревня.
- Высокая Гора — деревня.
- Гритьковка — деревня.
- Грудиново — деревня.
- Двор Низголово — агрогородок.
- Долосцы — деревня.
- Дятлово — деревня.
- Железки — деревня.
- Жерносеково — деревня.
- Забелье — деревня.
- Заручевье — деревня.
- Клещино — деревня.
- Немцево — деревня.
- Низголово — деревня.
- Новоселки — деревня.
- Пригожее — деревня.
- Промыслы — деревня.
- Соврасы — деревня.
- Селедцово — деревня.
- Скакуновщина — деревня.
- Чурилово — деревня.
- Шипули — деревня.